# Logan (Ohio)
Logan is een plaats (city) in de Amerikaanse staat Ohio, en valt bestuurlijk gezien onder Hocking County.

## Demografie
Bij de volkstelling in 2000 werd het aantal inwoners vastgesteld op 6704.
In 2006 is het aantal inwoners door het United States Census Bureau geschat op 7368, een stijging van 664 (9,9%).

## Geografie
Volgens het United States Census Bureau beslaat de plaats een oppervlakte van 12,77 km², waarvan 12,41 km² land. Logan ligt op ongeveer 231 m boven zeeniveau.

## Plaatsen in de nabije omgeving
De onderstaande figuur toont nabijgelegen plaatsen in een straal van 20 km rond Logan.

## Geboren
- Curtis Scaparrotti (1956), generaal
- Katie Smith (1974), basketbalspeelster